# ضوابط الصرف الأجنبي

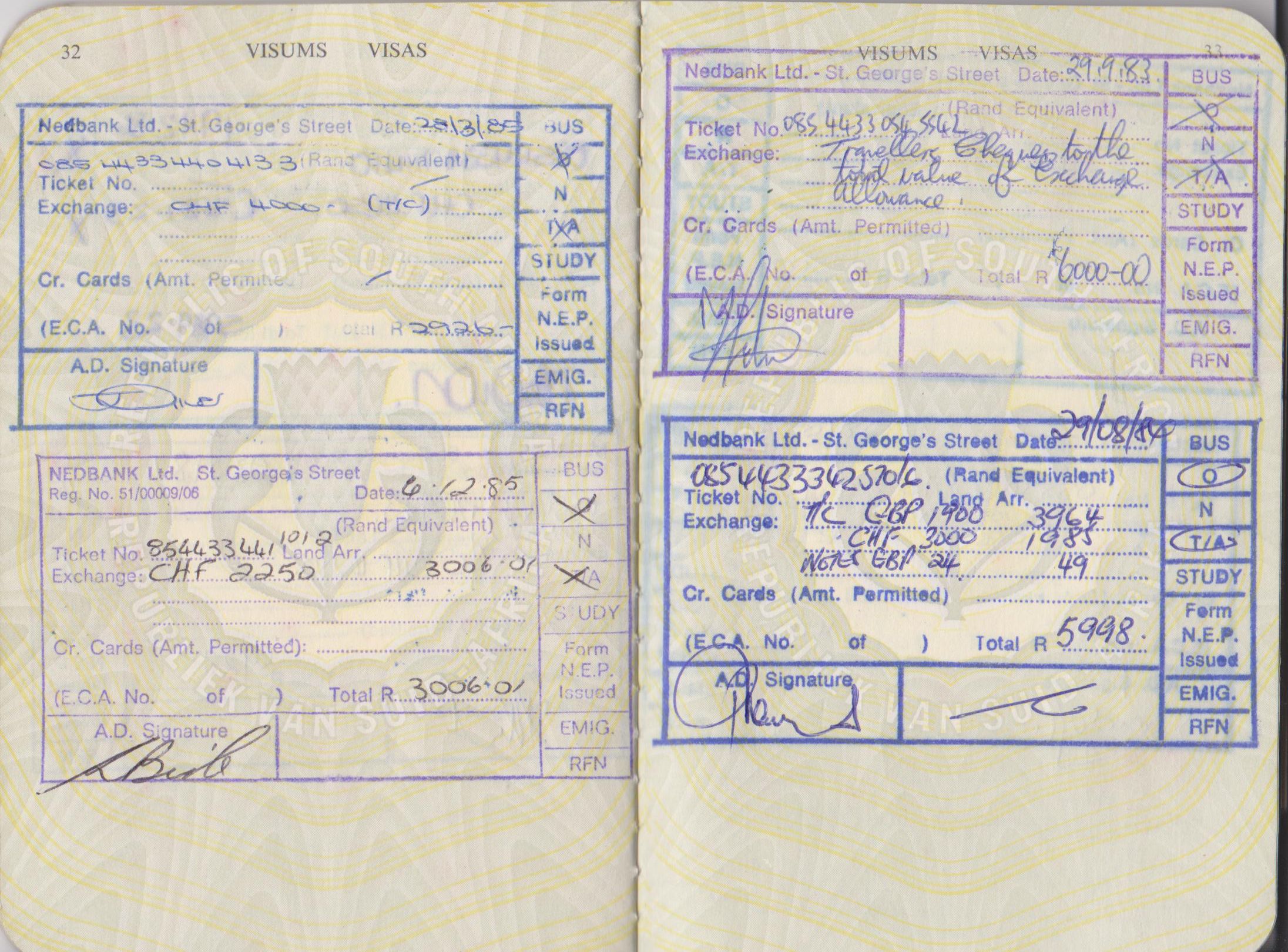

مراقبة الصرف (بالإنجليزية: Exchange control) أو ضوابط الصرف الأجنبي (بالإنجليزية: Foreign exchange controls)، هي القيود الحكومية المفروضة على المعاملات الخاصة في النقد الأجنبي (الطلب على الأموال الأجنبية)، وتتمثل الوظيفة الرئيسية لمعظم أنظمة التحكم في الصرف في منع أو تصحيح الآثار السلبية في ميزان المدفوعات عن طريق الحد من الطلب وشراء النقد الأجنبي إلى مبلغ لا يتجاوز المسموح به حسب ما تقرره جهة المراقبة الحكومية.
يُطلب من السكان بيع العملات الأجنبية التي في حوزتهم إلى سلطة مراقبة الصرف المعينة (عادةً البنك المركزي أو الوكالة الحكومية المتخصصة) بأسعار تحددها تلك الجهة، وتسمح بعض الأنظمة لمتلقي العملات من مصادر معينة ببيع جزء من هذه العملات في السوق الحرة، ونظرًا لأن سلطة الرقابة تصبح بالتالي سوق الصرف الأجنبي الوحيد، يمكنها تحديد الأغراض التي يمكن من أجلها إنفاق النقد الأجنبي وتحديد المبلغ المتاح لكل غرض.
عادة ما يكون سعر الصرف المضبوط أعلى من سعر السوق الحرة (الذي يأثير في كبح الصادرات وتحفيز الواردات)، فمن خلال سعر الصرف المضبوط يمكن للحكومات الحد من كمية العملات الأجنبية التي يمكن للسكان شراؤها، يمكن لسلطة الرقابة الحد من الواردات وبالتالي منع الانخفاض في إجمالي احتياطيات الذهب والأرصدة الأجنبية.

## مراقبة صرف العملات الأجنبية

### دول كانت تطبق ضوابط على النقد الأجنبي سابقا
تشمل البلدان التي كان لديها سابقًا ضوابط على الصرف في العصر الحديث:
- الأرجنتين - بين عامي 2011 و 2015
- مصر - حتى عام 1995
- فنلندا - حتى عام 1990
- إسرائيل - حتى 1994
- جمهورية الصين - حتى عام 1987
- المملكة المتحدة - حتى 1979 [2]

### دول تطبق ضوابط على النقد الأجنبي حاليا
اليوم، تُعرف البلدان التي لديها ضوابط على النقد الأجنبي باسم «بلدان المادة 14»، بعد النص الوارد في اتفاقية صندوق النقد الدولي، والذي يسمح بضوابط الصرف على «الاقتصادات التي تمر بمرحلة انتقالية» فقط.
- الجزائر
- أنغولا
- الأرجنتين [3]
- أرمينيا
- جزر البهاما [4][إخفاق التحقق]
- بربادوس
- بيلاروسيا [5]
- الكاميرون
- الصين [6][7]
- كوبا
- أثيوبيا
- غانا
- الهند
- إيران
- ليبيا
- المغرب
- ميانمار
- موزمبيق
- ناميبيا [8]
- نيبال [9]
- نيجيريا
- كوريا الشماليه
- روسيا
- ساموا
- جنوب افريقيا [10]
- السودان
- تونس
- أوكرانيا [11]
- أوزبكستان
- فنزويلا
- زمبابوي